# Бйодн Бергманн Сігюрдарсон
Заголовок цієї статті — це ісландське ім'я, де Бйодн — особове ім'я, а Сігюрдарсон — ім'я по батькові. 
Бйодн Бергманн Сігюрдарсон (ісл. Björn Bergmann Sigurðarson, нар. 26 лютого 1991, Акранес) — ісландський футболіст, нападник клубу «Акранес».

## Клубна кар'єра
Дебютував у клубі «Акранес» в чемпіонаті Ісландії 2007 року, в основному виходив на заміну. В наступному році став гравцем основного складу, але клуб вилетів з вищого дивізіону, і в січні 2009 року Сігюрдарсон підписав трирічний контракт з норвезьким клубом «Ліллестрем». Через травми провів у першому сезоні лише 12 ігор, забив один гол. Восени 2011 продовжив контракт до 2014 року.
Влітку 2012 року підписав чотирирічний контракт з клубом англійського Чемпіоншіпа «Вулвергемптон Вондерерз». За підсумками сезону клуб вилетів у третій за силою дивізіон, Сігюрдарсон втратив місце в основному складі і 31 січня 2014 року був відданий в оренду до кінця року в норвезький клуб «Мольде». Другу половину сезону 2014/15 провів в оренді в данському «Копенгагені».
У липні 2016 підписав у статусі вільного агента контракт з «Мольде». Тренерським штабом нового клубу також розглядався як гравець «основи». У складі «Молде» був одним з головних бомбардирів команди, маючи середню результативність на рівні 0,53 голу за гру першості.
5 січня 2018 підписав 3,5-річний контракт з російським «Ростовом».

## Виступи за збірні
У 2006 році дебютував у складі юнацької збірної Ісландії, взяв участь у 12 іграх на юнацькому рівні, відзначившись 2 забитими голами.
Протягом 2010—2012 років залучався до складу молодіжної збірної Ісландії. У її складі провів два матчі на молодіжному чемпіонаті Європи 2011 року, а також грав у невдалому відбірковому турнірі до молодіжного чемпіонату Європи 2013 року. Всього на молодіжному рівні зіграв у 7 офіційних матчах, забив 4 голи.
6 вересня 2011 року дебютував в офіційних іграх у складі національної збірної Ісландії в матчі-відбору на Євро-2012 проти збірної Кіпру.
У складі збірної був учасником чемпіонату світу 2018 року у Росії.

## Титули і досягнення
- Чемпіон Норвегії (2):

«Молде»: 2014, 2022
- Володар Кубка Норвегії (2):

«Молде»: 2014, 2021-22
- Володар Кубка Данії (1):

«Копенгаген»: 2014-15